# Don't Worry (Best of 2005-2020)
Don't Worry (Best of 2005-2020) è la prima raccolta del gruppo musicale italiano Boomdabash, pubblicato l'11 dicembre 2020 dalla Universal Music Group (602435503288).

## Descrizione
Il disco contiene ventidue tracce, di cui tre inedite, ovvero Marco e Sara, Nun tenimme paura, il singolo omonimo Don't Worry ed i duetti di grande successo con Alessandra Amoroso e Loredana Bertè. Nella riedizione streaming è presente anche un duetto con Baby K, Mohicani, pubblicato  come singolo per l'estate 2021.

## Tracce
1. Don't Worry – 3:06
2. Nun tenimme paura (feat. Franco Ricciardi) – 3:08
3. Marco e Sara – 3:17
4. Portami con te – 3:01
5. Il sole d'oriente – 3:31
6. Barracuda (feat. Fabri Fibra & Jake La Furia) – 3:43
7. Gente del Sud (feat. Rocco Hunt) – 2:47
8. Per un milione – 2:54
9. Mambo salentino (feat. Alessandra Amoroso) – 2:35
10. Pon Di Riddim (feat. Alborosie) – 3:29
11. Un attimo – 3:29
12. General – 3:46
13. The Message (feat. DJ Double S) – 3:08
14. Karaoke (con Alessandra Amoroso) – 2:36
15. Il solito italiano (feat. J-Ax) – 3:23
16. Danger – 3:14
17. She's Mine – 3:55
18. Non ti dico no (con Loredana Bertè) – 3:11
19. A tre passi da te (feat. Alessandra Amoroso) – 3:34
20. L'importante (feat. Otto Ohm) – 3:19
21. Somebody to Love – 3:35
22. Sunshine Reggae – 3:06

Riedizione streaming
1. Mohicani (con Baby K) – 2:51

## Classifiche
| Classifica (2021) | Posizione massima |
| ----------------- | ----------------- |
| Italia            | 7                 |